# Mount Diffenbach
Der Mount Diffenbach (Hemokawa) ist eine 134 Meter hohe Erhebung im Norden der neuseeländischen Chathaminsel. Ursprünglich wurde die Erhebung von den europäischen Siedlern nach dem auf den Chatham-Inseln tätigen Naturforscher Ernst Dieffenbach Mount Diffenbach genannt. 1982 erhielt der Berg seinen Doppelnamen, in dem der Name in der Sprache der Moriori'schen Ursprungsbevölkerung, Hemokawa, dem englischen Namen in Klammern hinzugefügt wurde.